# Stactobia trungcha
Stactobia trungcha är en nattsländeart som beskrevs av Olah 1989. Stactobia trungcha ingår i släktet Stactobia och familjen smånattsländor. Inga underarter finns listade i Catalogue of Life.